# Damstraat (Utrecht)
De Damstraat is een straat in de Nederlandse stad Utrecht, die loopt vanaf de Leidsekade en het Westplein tot aan de Vleutenseweg in de buurt Lombok.
De Damstraat kruist met de Kanaalstraat, tevens de enige zijstraat. Vroeger was in deze straat de lood en zinkpletterij Hamburger gevestigd, waardoor er veel bedrijvigheid was. Nu bestaat de bedrijvigheid uit de vele winkels die er nog steeds zitten, en al de mensen van zowel binnen als buiten de stad die vanaf CS-station Utrecht door deze straat naar de Kanaalstraat gaan. Hier trekt hen de marktachtige sfeer en de vele buitenlandse winkels die zich hier in de loop der jaren gevestigd hebben. Men spreekt wel van de "Kasbah".
De oude Dambrug over de Leidse Rijn heeft plaatsgemaakt voor een nieuwe brug.

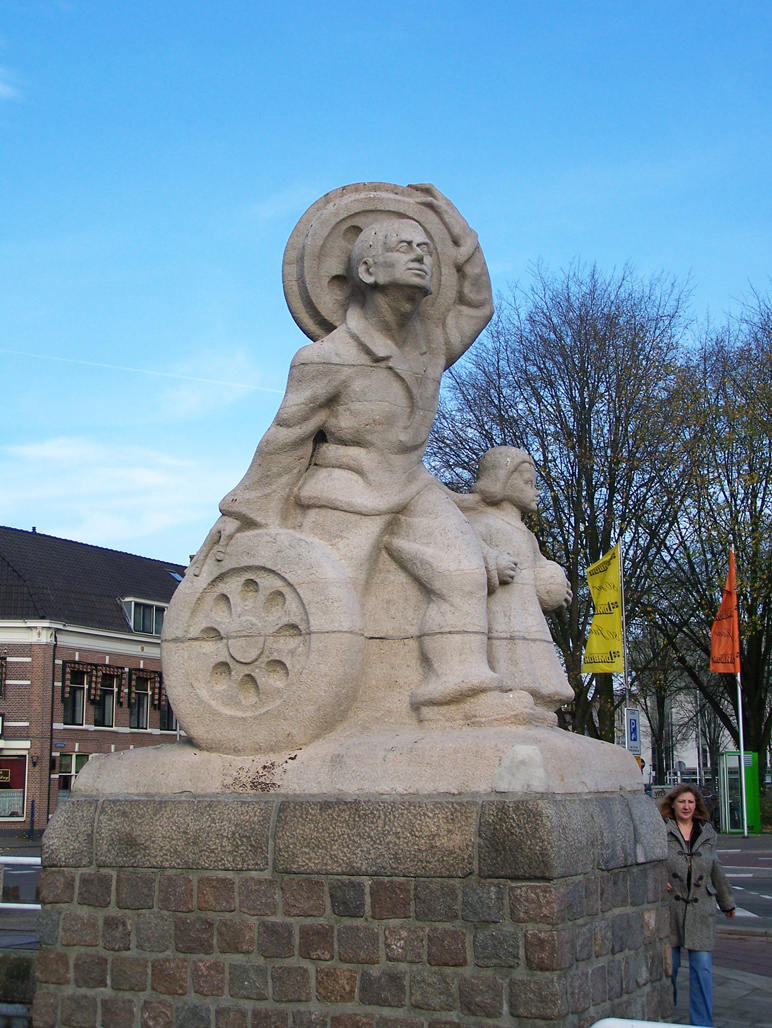
"Het Verkeer" (1939). Het maakte deel uit van drie beelden die bij de destijds nieuwe overkapping van de Leidse Rijn stonden. Sinds 1984 staat het beeld op de hoek van de Damstraat en de Leidsekade

Billitonkade ·
Damstraat ·
Jan Pieterszoon Coenstraat ·
Kanaalstraat ·
Leidsekade ·
Westplein